# Isuzu Oasis
O  Oasis  é uma minivan de porte médio da Isuzu.